# مارکو گبارسین
مارکو گبارسین (انگلیسی: Marco Gbarssin؛ زادهٔ ۱۱ دسامبر ۱۹۸۴) بازیکن فوتبال اهل فرانسه است.
از باشگاه‌هایی که در آن بازی کرده‌است می‌توان به باشگاه فوتبال بولونیا، باشگاه فوتبال والسال، باشگاه فوتبال رویال آنتورپ، و باشگاه فوتبال کارلایل یونایتد اشاره کرد.
وی همچنین در تیم ملی فوتبال جمهوری آفریقای مرکزی بازی کرده‌است.